# Comuna Fažana, Istria
Fažana este o comună în cantonul Istria, Croația, având o populație de 3.635 de locuitori (2011).

## Demografie
Componența etnică a comunei Fažana
     Croați (71,72%)
     Sârbi (5,5%)
     Italieni (4,76%)
     Bosniaci (2,39%)
     Necunoscut (2,45%)
     Neclasificat (12,05%)
Componența confesională a comunei Fažana
     Catolici (70,01%)
     Fără religie și atei (11,06%)
     Ortodocși (6,69%)
     Musulmani (4,04%)
     Necunoscută (6,66%)
     Alte religii (1,54%)
Conform recensământului din 2011, comuna Fažana avea 3.635 de locuitori. Din punct de vedere etnic, majoritatea locuitorilor (71,72%) erau croați, existând și minorități de afiliați religios (8,28%), sârbi (5,5%), italieni (4,76%) și bosniaci (2,39%). Apartenența etnică nu este cunoscută în cazul a 2,45% din locuitori. Din punct de vedere confesional, majoritatea locuitorilor (70,01%) erau catolici, existând și minorități de persoane fără religie și atei (11,06%), ortodocși (6,69%) și musulmani (4,04%). Pentru 6,66% din locuitori nu este cunoscută apartenența confesională.